# Sand to Snow National Monument
Le monument national Sand to Snow (en anglais, Sand to Snow National Monument) est un monument national américain désigné comme tel par le président des États-Unis Barack Obama le 12 février 2016. Il protège une partie des comtés de Riverside et San Bernardino, dans le sud de la Californie. Il est situé dans le prolongement du parc national de Joshua Tree, assurant la transition entre les zones désertiques et montagneuses.

## Description
Il se compose d'un triple écosystème : habitats montagnards des Montagnes San Bernardino, désertiques dans le désert des Mojaves et le désert du Sonora, et du maquis californien. Il comprend ainsi une riche biodiversité, et l'on y trouve aussi bien des dunes de sable, des portions de chaparral (maquis californien), que des forêts de conifères dans les montagnes. Il tire d'ailleurs son nom de cette diversité d'habitats, puisque Sand to Snow signifie littéralement "du sable à la neige". 
Au moins 1 600 espèces de plantes ont été recensées. Des lézards vivent dans les dunes de sable, le mouflon d'Amérique du désert à des altitudes plus élevées. 

## Galerie

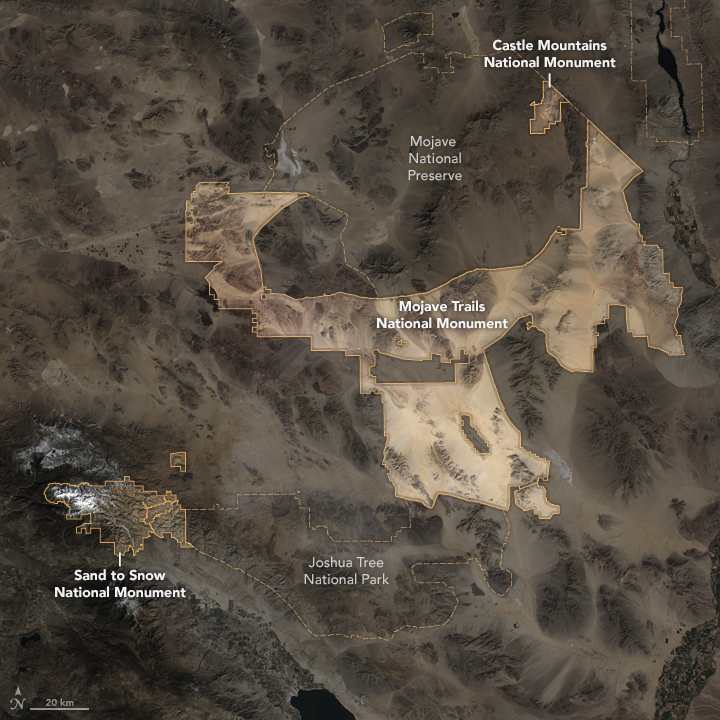
Emplacement du parc, jouxtant le parc National de Joshua Tree.
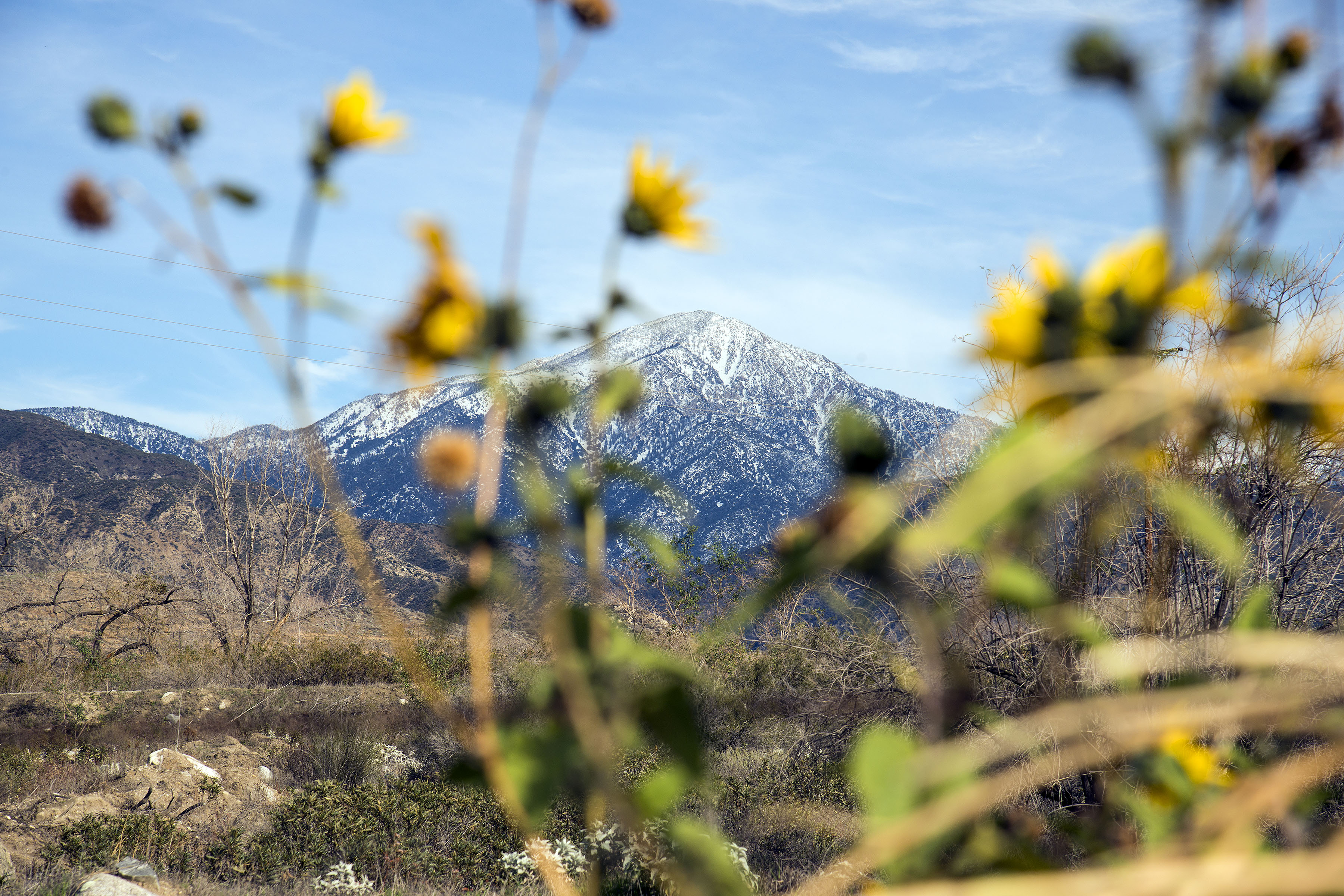
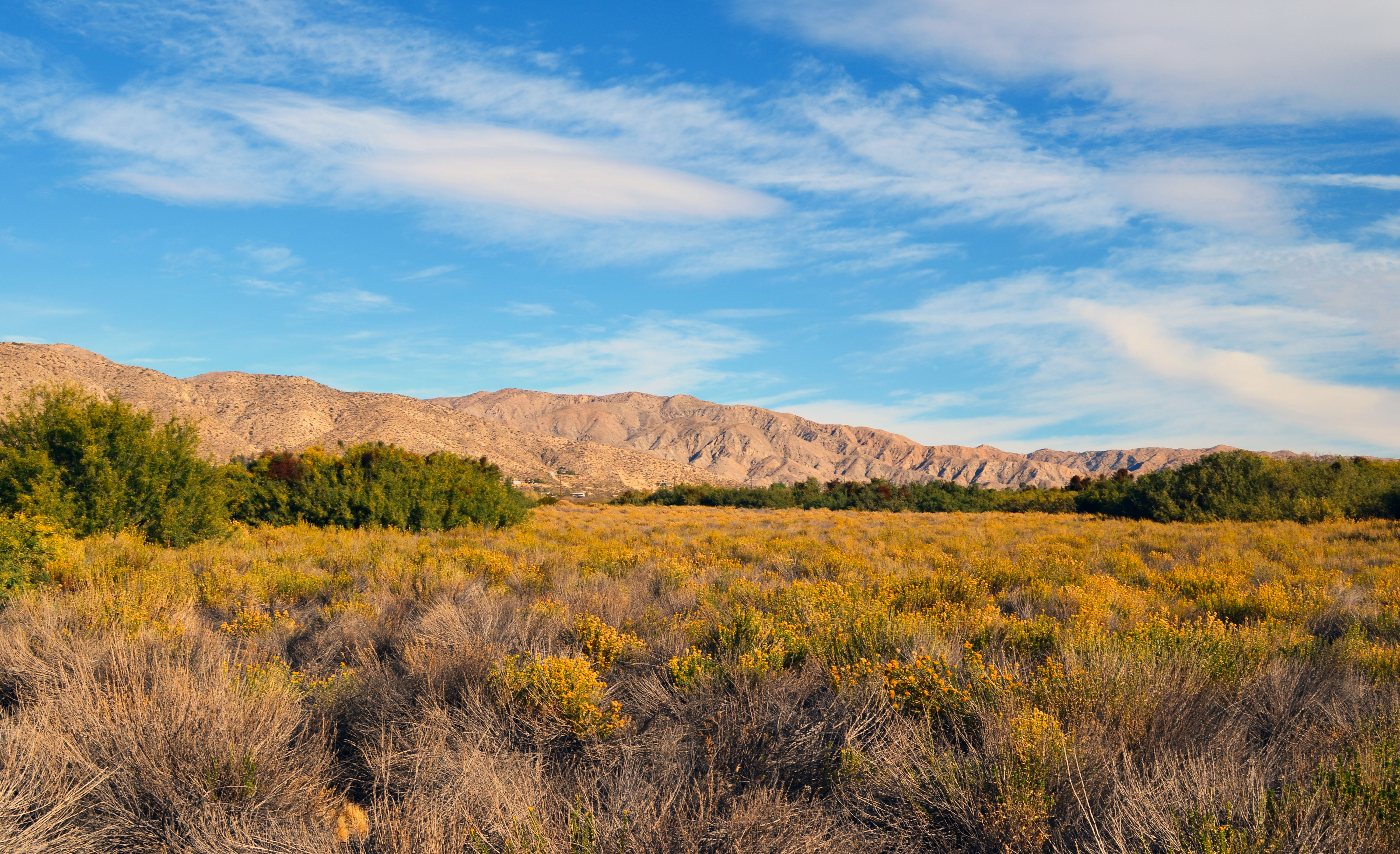
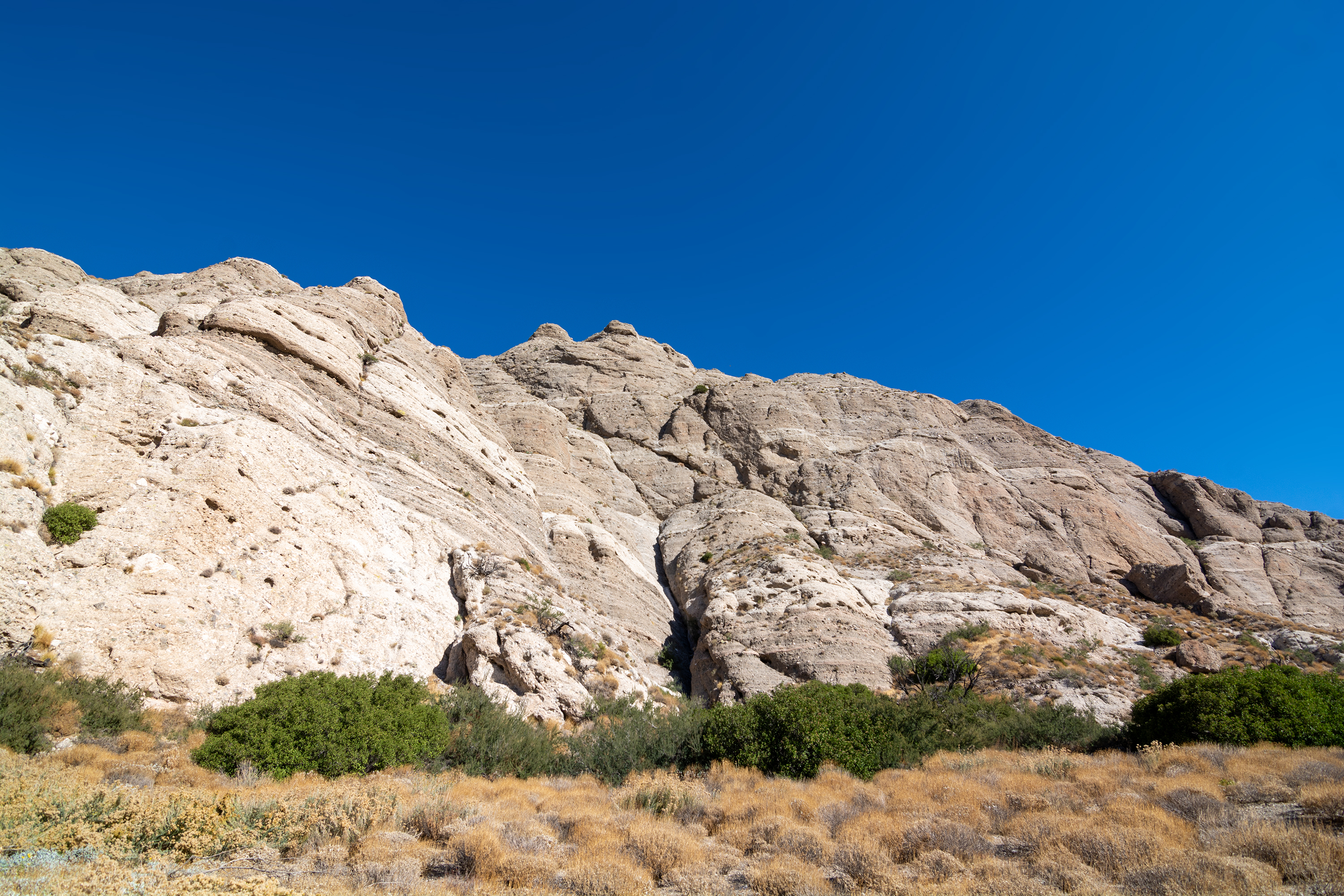
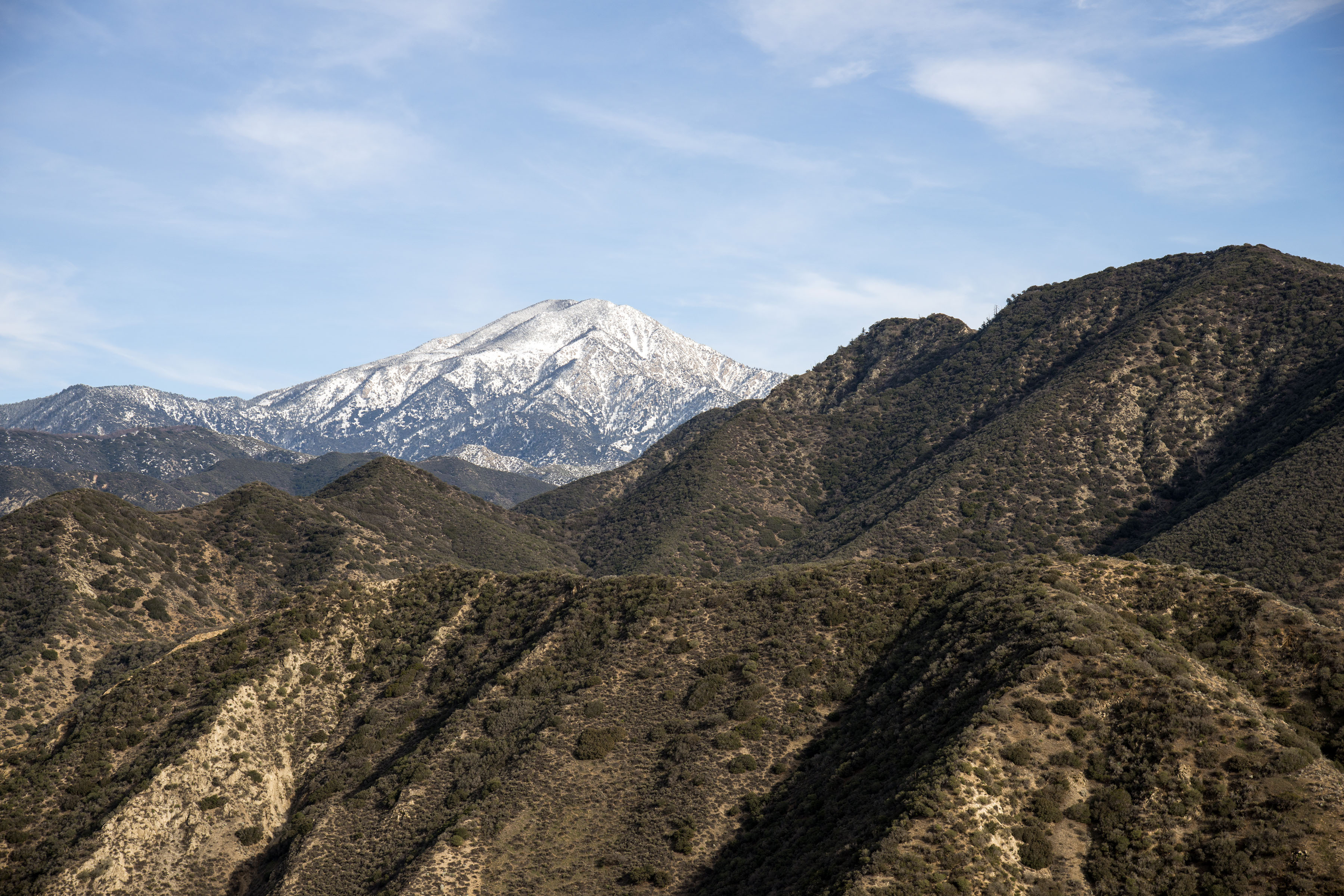